# Athánasios Papachristópoulos
Athánasios Papachristópoulos, né le 13 juin 1947 à Xylókastro, (grec moderne : Αθανάσιος Παπαχριστόπουλος) est un homme politique grec.

## Biographie
Aux élections législatives grecques de janvier 2015, il est élu député au Parlement grec sur la liste des Grecs indépendants dans la deuxième circonscription d'Athènes.